# 1712 en droit
Cet article présente les faits marquants de l'année 1712 en droit.

## Événements
- Proscription du christianisme au Viêt Nam[1].

- 29 janvier : ouverture du congrès d'Utrecht pour négocier la paix entre les Alliés et les Bourbon dans la guerre de Succession d'Espagne[2].

- 12 février : création du Collège du commerce en Russie[3].

- 6 avril : révolte d’esclaves dans la colonie de New York[4]. Quelque 25 esclaves et deux Indiens incendient un bâtiment et tuent neuf blancs. Capturés par les soldats, ils sont jugés et 21 d’entre eux sont exécutés. Herbert Aptheker dénombre au XVIIIe siècle dans les colonies britanniques d'Amérique du Nord près de deux cent cinquante révoltes et conspirations d’esclaves noirs réunissant au moins dix personnes[5].

- 7 avril : restauration du patronage ecclésiastique en Écosse[6].

- 11 août : signature du traité d'Aarau mettant fin à la seconde guerre de Villmergen et instaurant la liberté religieuse en Suisse. Les catholiques perdent leur part du bailliage commun de Baden.

- 7 novembre, Utrecht : Traité de suspension d'armes entre la France et l'Espagne et entre la France et le Portugal[7].

- 30 décembre, France : ordonnance portant défense aux habitants des îles d’Amérique de donner la question à leurs esclaves de leur autorité privée et ordonnant qu’ils soient nourris et entretenus conformément aux règlements[8].